# Route P4 (Lettonie)
Pour les articles homonymes, voir P4.
La route P4 (Autoceļš P4) est une  route régionale de Lettonie reliant Rīga à Ērgļi.
Elle a une longueur de 99 km.

## Présentation
L'autoroute P4 Rīga—Ērgļi est une autoroute régionale lettone qui relie Rīga à Ērgļi.
La longueur de la route est de 99 km, dont 90 km sont revêtus de bitumine et 9 km de la longueur totale de la route sont en gravier.
La route P4 traverse la ville de Rīga et les novads de Ropaži, Ogre et Madona.

## Tracé
- Rīga,
- Ulbroka,
- Dzidriņas,
- Līči,
- Jugla,
- Suntaži,
- Vatrāne,
- Ķeipene,
- Taurupe,
- Līčupe
- Ērgļi.